# Bacán
Bacán è un termine molto noto e utilizzato nei paesi dell'America latina, dai quali varca i confini per iniziare a diffondersi come neologismo nei paesi del mondo occidentale, soprattutto in quelli latini del vecchio continente, dove in alcuni casi (Spagna, Portogallo) risulta già consolidato.
Le accezioni più ricorrenti e salde del termine, indicano una persona di buon gusto, un gentiluomo, o una gentildonna.

## Uso del termine e storia
Diverse fonti fanno risalire l'etimologia al termine bacán,  un vocabolo della lingua ligure, utilizzato in particolare nel dialetto genovese, è sostantivo di rispetto per indicare un “padre della famiglia, capitano di barca, signore”, mutuato nel medioevo dalle colonie in terra turca dove Bakan in lingua turca significa ancor oggi gran signore, capitano, cancelliere, capo e capo di stato. 
Per effetto dei flussi migratori che si svilupparono dall'Italia settentrionale verso l'America del Sud (Argentina, in particolare), il vecchio vocabolo si è poi mescolato con la lingua spagnola dando origine all'attuale termine bacán. 
Il significato etimologico originale ha subito la sua naturale evoluzione all'interno dei diversi contesti sociali, mutuando sia le accezioni positive accostabili a “padre, capitano”.
Le qualità espressive del termine si sono così sviluppate nelle forme di sostantivo e aggettivo, asservendo il tipo di definizione o riferimento che è stato inteso in molteplici aspetti e condizioni sociali.

### Sostantivo
Bacán (singolare neutro) bacanes (plurale neutro)
Persona allegra, che vive bene, senza troppe preoccupazioni (Argentina)
Amico sincero
Persona che sa vivere (Argentina)
Persona raffinata (Argentina)
Persona che ama il buon vivere (Argentina, Colombia, Uruguay)
(Wikitionary, ed. castigliano, uso del termine come sostantivo)
(DeChile, etimologia del termine Bácan)
(Harper Collins, riferito da dictionary.reverso.net,  traduzione di Bácan)

### Aggettivo
Bacán (singolare neutro) bacanes (plurale neutro)
Buono, eccellente (Cile, Perù, Colombia, Cuba)
Confortevole, affidabile (Argentina)
Fine e lussuoso, di classe (Argentina)
Gradevole e amichevole (Colombia, Cuba, Ecuador)
Leader, attraente e popolare (Cile)
Vero gentiluomo (dizionario SpanishDict)
Avverbio: in accordo, conforme (Cile, Perù)
(Wikitionary, ed. castigliano, uso del termine come aggettivo/avverbio)
(DeChile, etimologia del termine Bácan)
(Wordreference.com, significato del termine Bácan)
(Spanishdict, dizionario on line, termine Bácan)
(Harper Collins, riferito da dictionary.reverso.net,  traduzione di Bácan)
Alla moda (Inglese: cool)
(Wikitionary, ed. inglese, uso del termine come aggettivo)
Prevalgono tra tutte le plurime accezioni positive del termine, che indicano gli atteggiamenti assunti da una persona come aspetti della sua personalità e stile di vita.
Qualità che vengono anche attribuite a cose e oggetti definite, in egual modo, cose Bacán.

## Altri riferimenti storico-linguistici
L'origine del termine potrebbe aver subito influenze anche da altri antichi vocaboli dialettali introdotti dai migranti italiani in Argentina.
Ritroviamo tra questi baccanería, del quale riferiva Francesco Cherubini nel suo primo volume della seconda edizione del “Vocabolario milanese-italiano in 5 volumi” (A-C, 388 pp., Milano, Imperial Regia Stamperia, 1839). Baccanería esprimeva “allegria”, correlandosi con uno dei sostantivi del termine Bacán: “Persona allegra, che vive bene, senza troppe preoccupazioni“.
Nel “Dizionario Lunfardo” di José Gobello[2], pubblicato in diverse edizioni dal 1975 al 2004, viene confermata l'origine etimologica del termine collegata al vocabolo genovese baccan. Gobello fa rientrare la terminologia nel “gergo” lunfardo, che però lui stesso non ama definire gergo ma un insieme di vocaboli di varia origine principalmente utilizzati nell'agglomerato urbano di Buenos Aires.
Anche Mario Teruggi[3] e Oscar Conde, trattarono l'etimologia del termine approdando alle medesime origini, con i significati in uso tra le vaste colonie genovesi che si insediarono in Argentina.
Bacan è termine esistente da secoli nei dialetti del Nordest italiano, e soprattutto fra Veneto e Trentino-Alto Adige. Significato originario "contadino", a volte anche "contadino ricco"', ma col tempo "contadinaccio rozzo e ignorante". Parlare, vestire, comportarsi come un bacan, essere un "bacanotto" sono espressioni ironiche, in Alto Adige spesso usate in tono offensivo dagli italiani nei confronti dei tedeschi. Da non confondersi con "bacan" in milanese, che significa "baccano" in senso comune di rumore, musica ad alto volume, cacofonia rumorosa. Del significato originario legato a immagini di ricchezza e potenza è testimone ad esempio un'antica canzone popolare in cui la "fiola del bacan" vive in un castello, della mutazione semantica espressioni come "bacan da l'ua" (dell'uva) o " baca da Laives" (località presso Bolzano) sempre ironiche o addirittura offensive. Si veda in proposito il dizionario trentino di Lionello Groff.

## Nel mondo e in Italia

### Musica, televisione, personaggi, associazioni, aziende
Fuori dai paesi andini, il termine Bacán costituisce sempre più spesso nuovi brand e ispirazioni. Lo si ritrova in denominazioni di locali, pub, negozi, agriturismi, associazioni e gruppi musicali. Sono già diverse le ricorrenze anche in Italia.
Ancora poche, invece, le influenze in ambito televisivo, per lo più confinate nei luoghi d'origine. Tra questi, un personaggio della TV satirica Cubana: “El Bacán”[4], parodia vissuta dal protagonista tra le mura domestiche.
Nel mondo musicale – in Italia in particolare – il termine ha ispirato il famoso Mambo bacán[5], ancora oggi parte di diverse compilation e remix. Originariamente composto in occasione del film La donna del fiume (1954), di Mario Soldati, e interpretato da Sophia Loren, protagonista anche del film.